# Bypass aorto-coronarico
Il bypass aorto-coronarico (BPAC, CABG o cabbage, da Coronary Artery Bypass Graft surgery) è l'intervento cardiochirurgico a maggior frequenza di esecuzione. I primi interventi di questo tipo vennero effettuati nel 1960 e da allora la tecnica è molto progredita. Il bypass permette al sangue di superare un condotto vascolare ostruito parzialmente o totalmente.

## Esecuzione
Il cardiochirurgo effettua un'incisione longitudinale sul torace, attraverso lo sterno, detta sternotomia mediana. Attraverso questa incisione il chirurgo accede al cuore ed all'aorta. A valle del restringimento sutura un tratto di vena safena grande o piccola prelevata dal paziente, o più recentemente di arteria mammaria. Successivamente collega l'altra estremità a monte del restringimento o dell'occlusione e più precisamente su un'incisione effettuata sulla parete aortica. In questo modo il sangue avrà un passaggio per aggirare l'ostacolo.

## Tipi di interventi

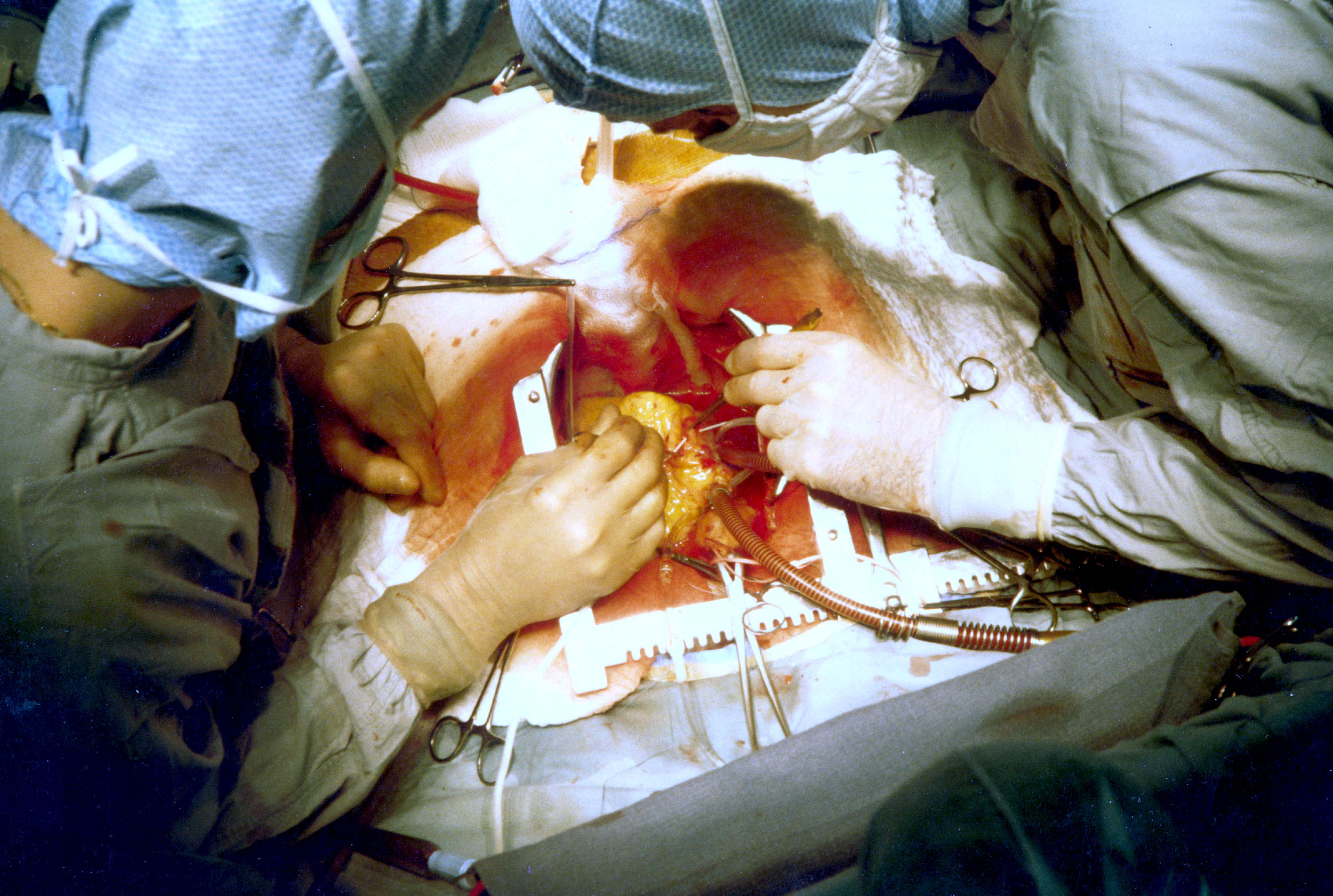
Separazione dell'arteria coronaria destra dal tessuto circostante, durante intervento tradizionale. Il tubo in basso riporta il sangue dalla macchina cuore-polmone

Il bypass aorto-coronarico può essere effettuato attraverso quattro metodologie:
- Intervento tradizionale - Il paziente, tramite alcune cannule, viene collegato ad una macchina cuore-polmone, dopodiché il cuore viene fermato attraverso una soluzione cardioplegica, per poi essere fatto ripartire a intervento in fase di ultimazione.
- Intervento a cuore pulsante - Il cuore del paziente continua a battere durante l'operazione. Questo metodo comporta rischi minori per pazienti di alcuni tipi.
- MIDCABS - (Minimally Invasive Direct Coronary Artery Bypass Surgery, bypass coronarico mediante procedura chirurgica mini-invasiva). Questa metodica prevede l'accesso al cuore tramite una incisione di 8-10 centimetri praticata al 4° o al 5° spazio intercostale dell'emitorace anteriore sinistro. Per il bypass viene utilizzata l'arteria mammaria interna di sinistra che risulta essere il vaso più importante per la rivascolarizzazione del miocardio infartuato. La peculiarità della MIDCABS, oltre che nella minimizzazione dell'accesso toracico (non è necessaria la sternotomia con conseguente riduzione del dolore nel postoperatorio), sta nella possibilità di intervenire anche a cuore battente.[1]
- Anestesia epidurale - In tempi recentissimi sono stati praticati interventi di questo tipo con pazienti in anestesia epidurale, il che ha aperto nuove prospettive in quanto, soprattutto nei pazienti anziani, si evitano i rischi di un'anestesia generale.

Per il bypass vengono utilizzate:
- La safena - Un tratto di vena safena viene prelevato dalla gamba del paziente ed utilizzato per effettuare i bypass. Questo tipo di intervento (praticato soprattutto in passato) ha una durata limitata. Dopo circa dieci anni il 60-65% dei bypass è ostruito a causa della differenza di dimensioni fra la vena e l'arteria.
- Arteria toracica interna - L'arteria toracica interna (o mammaria) ha oggi un utilizzo più elevato nei bypass. Questo metodo ha una durata maggiore (dopo dieci anni il 95% dei bypass è in ottime condizioni). Inoltre è meno invasivo in quanto l'arteria mammaria non viene spostata di sede.
- Arteria radiale - Se la perfusione dell'avambraccio è garantita dalle altre arterie e altri vasi non sono utilizzabili per l'intervento, talvolta si utilizza questa arteria.
- Tecniche recenti - Per aumentare l'efficacia dall'intervento si stanno sperimentando e utilizzando metodi recentissimi come i graft arteriosi, la Y arteriosa e l'uso dell'arteria gastroepiploica destra[2].

## Benefici
I benefici sono la diminuzione drastica dell'infarto del miocardio, un recupero di forze e l'eliminazione del dolore dovuto all'ostruzione.
Lo studio ASCERT (Survival after PCI or CABG in older patients with stable Multivessel Coronary Disease: Comparative Effectiveness of Revascularization Strategies),
i cui risultati sono stati presentati all'American College of Cardiology il 27 marzo 2012, ha evidenziato la superiorità della rivascolarizzazione chirurgica rispetto all'angioplastica coronarica nei pazienti affetti da malattia coronarica multivasale (≥3 vasi).
Lo studio ASCERT è uno degli studi osservazionali, che ha coinvolto un numero particolarmente elevato di casi, 600.000, con una analisi finale composta da 103.549 pazienti trattati con angioplastica e 86.244 trattati con bypass aorto-coronarico
I risultati sono stati assolutamente a favore della rivascolarizzazione chirurgica (follow up a 4 anni), infatti già dal primo anno di controllo le curve di sopravvivenza sono diventate sempre più divergenti a favore dell'approccio chirurgico.

## Rischi
I rischi sono: sanguinamento postoperatorio, infezioni, ictus, infarto miocardico perioperatorio, insufficienza renale, insufficienza respiratoria, morte. La mortalità dell'intervento si aggira intorno all'1%.
In Italia è stato condotto uno studio degli esiti a breve termine di interventi di bypass aorto-coronarico nelle cardiochirurgie partecipanti tra il 1º gennaio 2002 e il 30 settembre 2004. Il Progetto BPAC era su base volontaria. In USA questo genere di studi vengono fatti a vantaggio dei malati e dei loro familiari che possono così valutare con trasparenza a chi rivolgersi per le cure.